# بوستون ران (پنسیلوانیا)
بوستون ران (به انگلیسی: Boston Run) یک منطقهٔ مسکونی در ایالات متحده آمریکا است که در شهرستان سکویلکیل، پنسیلوانیا واقع شده‌است. بوستون ران ۳۵۲٫۰۵ متر بالاتر از سطح دریا واقع شده‌است.